# 羅群島 (史蒂芬森灣)
羅群島，是南極洲的島嶼，處於洛角東端，是史蒂芬森灣入口處的西部，根據挪威探險隊拍攝的空中照片繪入地圖，現時由南極條約體系管理。